# Halibut Greenland
Halibut Greenland ist ein grönländisches Fischereiunternehmen.

## Geschichte
Halibut Greenland wurde 2008 von einer Gruppe Fischern in Ilulissat gegründet und begab sich damit in direkte Konkurrenz mit dem monopolistischen Staatsunternehmen Royal Greenland. 2010 ging die Fischfabrik in Ilulissat in Betrieb. Das Unternehmen produziert vor allem Heilbutt und Dorsch, den es den lokalen Fischern abkauft. 2011 verließ Niels Thomsen das Parlament, um Direktor bei Halibut Greenland zu werden. Er leitete das Unternehmen bis 2020. 2016 wurde eine Fischfabrik in Aappilattoq eröffnet.

## Direktoren
- 2008–2011: Daniel Skifte
- 2011: Henrik Sandgreen
- 2011–2020: Niels Thomsen
- seit 2020: Erik Sivertsen